# Yiorgos Fakanas
Yiorgos Fakanas (griechisch Γιώργος Φακανάς Giórgos Fanakás) ist ein griechischer Jazz- und Fusionbassist und -komponist.

## Leben
Fakanas war von 1981 bis 1984 Mitglied der europäischen Bigband EuroJazz. 1984 gehörte er zu den Gründungsmitgliedern von Iskra, einer der ersten Fusiongruppen Griechenlands, mit der er in den Folgejahren durch Griechenland und ganz Europa tourte. Es erschienen seine ersten Alben A New Day und Parastasis.
1988 nahm er mit griechischen und internationalen Gästen das Album Horizon mit eigenen Kompositionen für Bigband auf. 1992 entstand das Album Amorosa mit Kompositionen für Jazzsextett und Sinfonieorchester. Im Folgejahr wurden im Megaro Mousikis ‘Topazi und Dizzy – Miles, zwei Kompositionen Samaras’ für Streich- und Jazzorchester, unter Leitung von Alkis Baltas uraufgeführt.
Gemeinsam mit Periklis Koukos komponierte er die Musik für das Stück Fantasy & Fouga – Dimitris Mitropoulos, das 1996 mit der Sängerin Maria Farantouri im Megaro Mousikis uraufgeführt wurde. Für das State Orchestra of Greek Music komponierte er im Auftrag von dessen musikalischem Leiter Stavros Xarchakos die Stücke Echoes und Eastern of New Land (Uraufführung 2000).
Nachdem er seit 1984 an verschiedenen Konservatorien elektrischen Bass und Theorie der zeitgenössischen Musik unterrichtet hatte, gründete er 1997 die Art Music School – Y. Fakanas. 2003 trat er in Athen mit Mike Stern auf und spielte mit ihm das Album Cantabile ein. Zwischen 2004 und 2007 war er künstlerischer Leiter der Konzertreihe Athini live, bei der Musiker wie Allan Holdsworth, Mike Stern, Scott Henderson, Frank Gambale, Steve Smith, Dave Weckl, Dennis Chambers, Victor Wooten, Biréli Lagrène, Pat Martino, Buster Williams, Lenny White, John Abercrombie, Larry Coryell, John Patitucci, Alan Pasqua, Billy Cobham, Joe Zawinul und Steve Gadd auftraten.
2004 veröffentlichte er mit Wallace Roney das Album Echoes, 2005 nahm er das Album Domino (mit Dave Weckl, Mike Stern, Brett Garsed, Bob Franceschini und Christos Raphaelidis) auf, im nächsten Jahr anknüpfend an Stand-Art (1995) das Album Stand-Art 2 mit Jazzstandards in neuen Arrangements.
2007 spielte er ein Album mit Vasilis Rakopoulos und Lenny White ein und gab Konzerte mit seiner eigenen Band und Gästen wie Mike Stern, Bob Franceschini, Barry Finerty, Mitch Forman, Brett Garsed, Yiorgos Trandalidis, Nikos Touliatos und Christos Rafalides.